# Submarino Comandante Thomson (SS-20)
El Comandante Thomson (SS-20 ) es un submarino oceánico clase 209 del tipo 1400-L construido para la Armada de Chile en los astilleros de H.D.W en Kiel, Alemania. Su nombre se debe al héroe de la armada el Capitán de Fragata Manuel Thomson Porto Mariño, que murió siendo comandante del monitor Huáscar, durante el bloqueo de Arica en la Guerra del Pacífico.

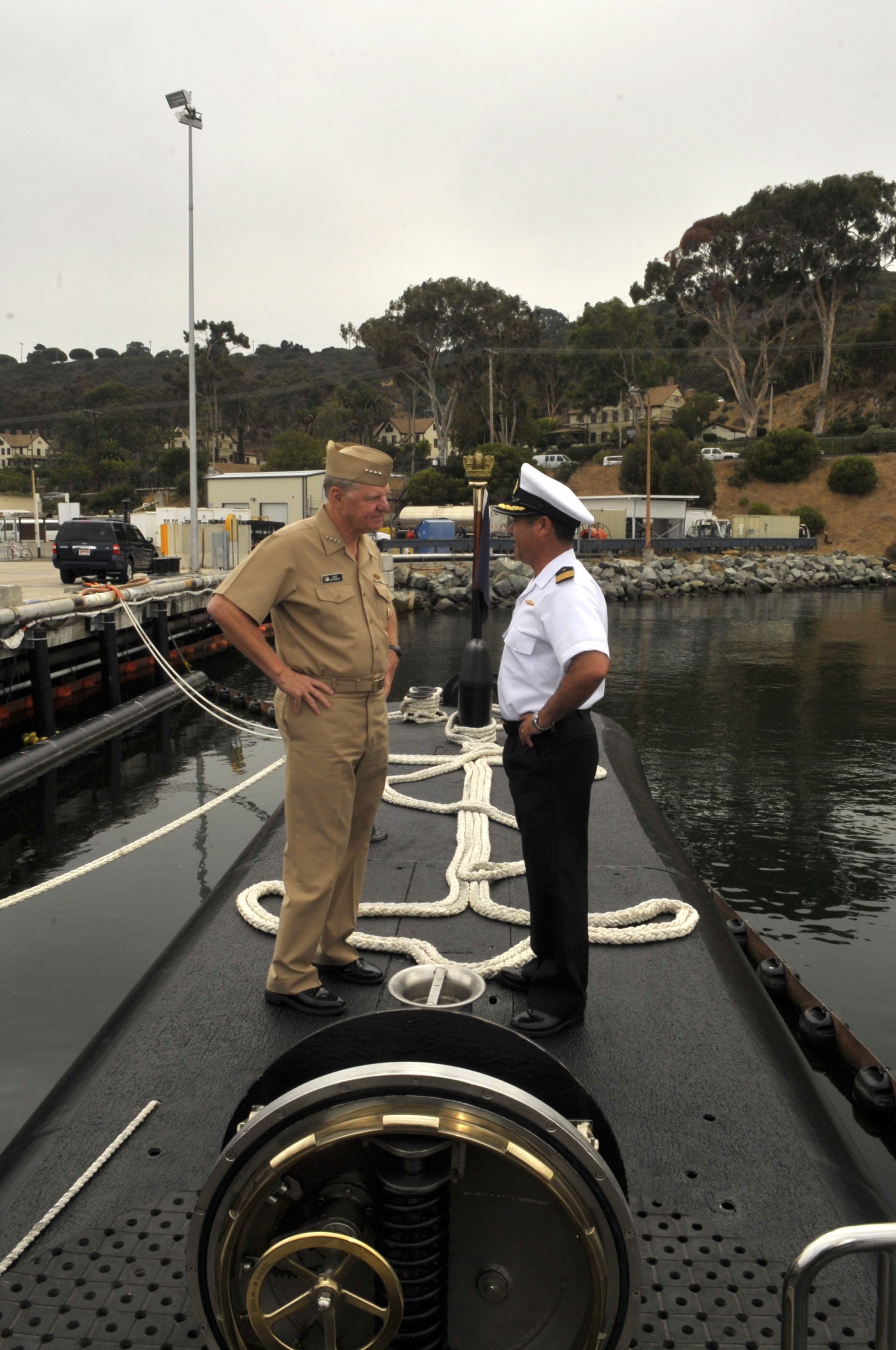
El almirante norteamericano Gary Roughead, habla con el comandante chileno Juan Pablo Zúniga Alvayay sobre el Comandante Thomson, año 2010.

Se le realizó una modernización de sistemas entre 2007 y 2009, que incluía el cambio de electrónica, sonares y sistemas de mando y control, con la capacidad de lanzar los torpedos pesados Blackshark mod 3 Actualmente está integrado en la Fuerza de Submarinos con puerto base en Talcahuano.
Su comandante es el Capitán de Fragata Pablo Correa Humphreys.